# Uromyrtus metrosideros
Uromyrtus metrosideros är en myrtenväxtart som först beskrevs av Frederick Manson Bailey, och fick sitt nu gällande namn av Andrew John Scott. Uromyrtus metrosideros ingår i släktet Uromyrtus och familjen myrtenväxter. Inga underarter finns listade i Catalogue of Life.